# Биковський район
Биковський район (рос. Быковский район) — муніципальне утворення у Волгоградській області. Адміністративний центр — робітниче селище Биково.
Розташований на українських етнічних землях Жовтого Клину.

## Історія
Биковський район був утворений у січні 1935 року в складі Сталінградського краю, з 1936 року у складі Сталінградської (Волгоградської) області.
21 лютого 2005 року відповідно до Закону Волгоградської області № 1010-ОД район наділений статусом муніципального району. У його складі утворено 14 муніципальних утворень: 1 міське і 13 сільських поселень.